# Мроченко
Мроченко (пол. Mroczenko, нім. Jungmoschen) — село в Польщі, у гміні Ґродзічно Новомейського повіту Вармінсько-Мазурського воєводства.
Населення — 260 осіб (2011).
У 1975-1998 роках село належало до Торунського воєводства.

## Демографія
Демографічна структура станом на 31 березня 2011 року:
|          | Загалом | Допрацездатний вік | Працездатний вік | Постпрацездатний вік |
| -------- | ------- | ------------------ | ---------------- | -------------------- |
| Чоловіки | 133     | 35                 | 88               | 10                   |
| Жінки    | 127     | 35                 | 71               | 21                   |
| Разом    | 260     | 70                 | 159              | 31                   |